# Mary Carr
Mary Carr (Pensilvania; 14 de marzo de 1874 - 24 de junio de 1973) fue una actriz estadounidense, quién estaba casada con William Carr. Apareció en 144 películas entre 1915 y 1956. Principalmente recibía papeles de madre en películas de cine mudo, incluyendo Over the Hill to the Poorhouse (1920), una película que logró un gran éxito. Carr fue enterrada en el Cementerio Calvary, ubicado en Los Ángeles. Carr tenía parecido con Lucy Beaumont, una actriz estadounidense que se especializaba por sus papeles maternos en su época. Mientras que actrices como Mary Maurice y Anna Townsend habían fallecido, Carr, quién estaba pasando por sus 40 años, parecía haber heredado los papeles matriarcales durante la era del cine mudo.
Mary Carr apareció en el programa You Bet Your Life, el episodio fue estrenado el 9 de junio de 1954, el programa fue conducido por Groucho Marx.
Su primer hijo, William, murió cuando tenía alrededor de 2 años. La mayoría de sus hijos estuvieron involucrados en el mundo de la actuación, además de aparecer junto con su madre en Over the Hill.